# Rock-'n-roll
Rock-'n'-roll (ook wel rock & roll, of voluit rock and roll, de twee erren soms met hoofdletter) is een muziekgenre dat eind jaren 1940 tot begin jaren 1960 in de Verenigde Staten populair was. Het genre ontwikkelde zich uit de rhythm-and-blues en rockabilly en bereikte een massale populariteit in het midden van de jaren 1950. Tegen het midden van de jaren 1960 had rock-'n-roll zich doorontwikkeld tot de meer omvattende stijl die bekend staat als rockmuziek. De term rock & roll wordt nog steeds gebruikt als equivalent van rockmuziek, maar om verwarring te voorkomen gebruiken we in dit artikel de eerste definitie. Belangrijke artiesten waren in de beginperiode Little Richard, Chuck Berry en Fats Domino, in de hoogtijdagen van de rock-'n'-roll Elvis Presley, Jerry Lee Lewis en Bill Haley, aan het eind Buddy Holly.

Rock-'n'-roll is ook een dansstijl met acrobatische elementen, die voortkomt uit de Lindyhop, een swingdans uit de jaren 1930 en 1940.

## Kenmerken
Als muziekstijl is rock-'n'-roll ontstaan uit de rhythm-and-blues, gebruik makend van het 12-maten akkoordenschema van de blues, maar met een strakker ritme. De zang is schreeuwerig, maar met teksten die jongeren aanspreken, de gitaren zijn elektrisch versterkt, vaak gebruik makend van vervorming (distortion). In de beginjaren werd in plaats van gitaren meer gebruik gemaakt van (scheurende) saxofoons en piano. De ritmesectie van bas en drums legt accenten op de tweede en vierde tel in een 4/4-maat (de backbeat, offbeat of afterbeat). Rock-'n'-roll combineert in de beginjaren naast r&b invloeden uit ragtime, boogiewoogie, jumpblues, gospel en swing, later ook uit doowop, country, rockabilly en folk.

## Etymologie
De oorsprong van het woord rock-'n'-roll is waarschijnlijk het stampen/slingeren en rollen van een schip op de oceaangolven. De rock (van schommelen) voor de voorwaartse beweging, de roll voor het midscheepse rollen om de lengte-as. Begin van de 20e eeuw werd de term gebruikt om zowel een spirituele hartstocht te beschrijven als als een seksuele analogie. In verschillende gospel-, blues- en swing-opnames uit de jaren 1930 en 1940 werd de term gebruikt, zowel in de opnames als in recensies van wat bekend werd als rhythm-and-blues muziek.
De term rock-'n'-roll als muziekgenre werd voor het eerst gebruikt door de Amerikaanse diskjockey Alan Freed in zijn radioprogramma The Moondog House Rock ’n Roll Party, op het radiostation WJW (Lake Erie Radio Company na 1985 met call-letters WKNR) in Cleveland, een stad aan het Eriemeer in het noorden van de VS.

## Rock en roll in muziekteksten

### Oudste teksten
De tekst van de hymne "Rocked in the Cradle of the Deep" werd geschreven door Emma Willard toen zij in 1832 de Atlantische Oceaan overstak, de muziek werd geschreven door haar muziekleraar Joseph Philip Knight. De hymne werd rond het begin van de 20e eeuw door meerdere groepen opgenomen, rocken werd gebruikt in een religieuze context.
De oudst bekende geluidsopname met de tekst "rock and roll" is "Camp Meeting Jubilee" uit 1904 van het Edison Quartet met de tekst “rocking and rolling in your arms”. Het is geen plaatopname maar het lied is vastgelegd op wasrol.

### Begin 20e eeuw

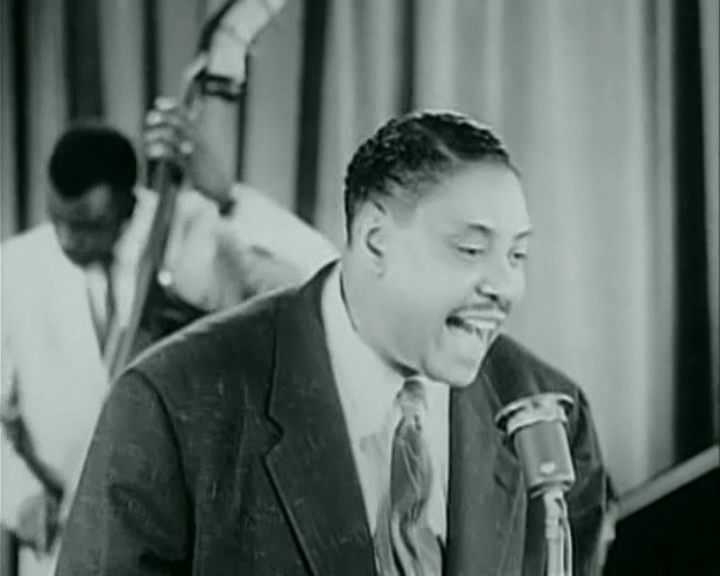
Big Joe Turner Rock and Roll Revue Apollo Theater 1955

In het begin van de 20e eeuw wordt "rocken en rollen" steeds vaker samen gebruikt in Afro-Amerikaans slang met een betekenis, zowel verwijzend naar dansen en feesten, als naar seks. In 1922 nam blueszangeres Trixie Smith "My Man Rocks Me (with One Steady Roll)" op, de eerste opname waarin de twee woorden in een seksuele betekenis gezongen werden, het was echter een langzame blues en in geen geval "rock and roll" in de latere zin. Op country rock werd in 1927 gedanst bij bluesgitarist en zanger Blind Blake in het uptempo bluesnummer "West Coast Blues" met de tekst Now we going do the old country rock / First thing we do, swing your partner. Het nummer vormde de basis voor het een jaar later opgenomen "Old Country Rock" van William. Moore. Duke Ellington nam met zijn Jungle Band rond 1930 een viertal versies op van het instrumentale "Rockin' in Rhythm" op. Big Joe Turner zingt in 1941 "Rock Me Mama" met Rock me baby, Rock me soft and slow. Cab Calloway nodigt in 1942 in "I Want To Rock" uit om te dansen (de jive).

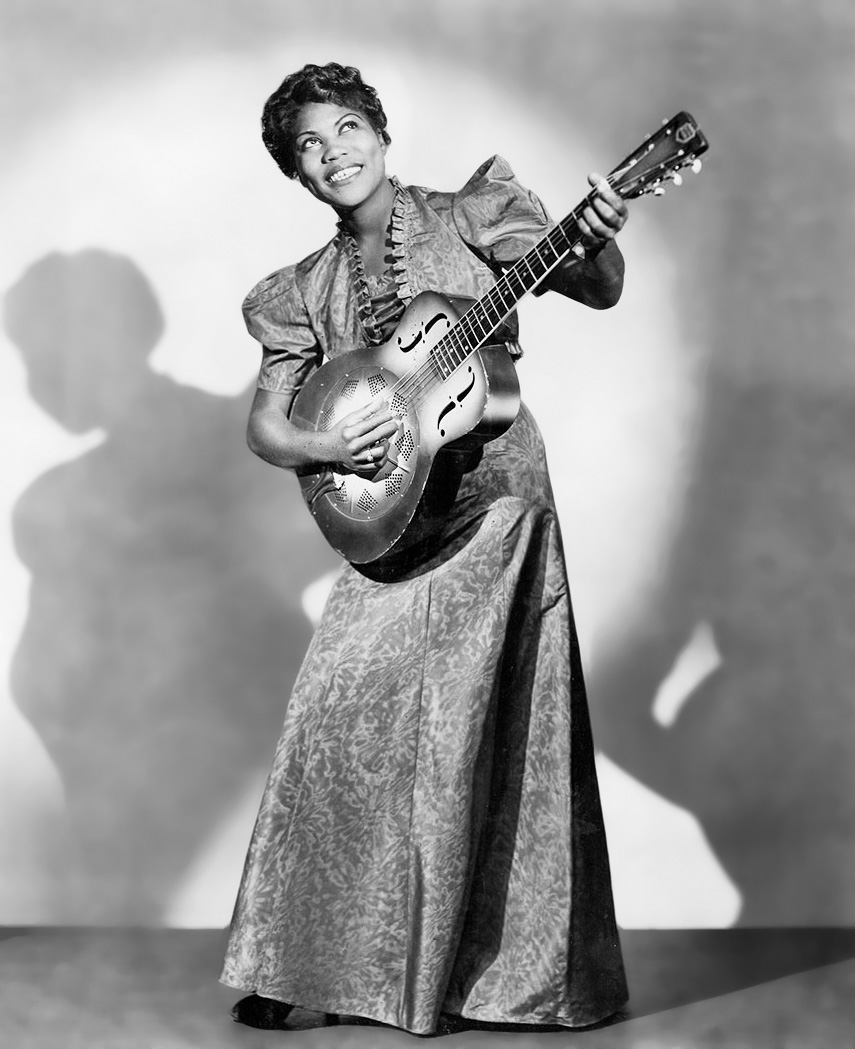
Sister Rosetta Tharpe in 1938

In 1934 zongen The Boswell Sisters, zittend in een roeiboot, het nummer "Rock and Roll" in de film "Transatlantic Merry-Go-Round", waarin een vroeg gebruik klonk van de uitdrukking rock 'n' roll, verwijzend naar "het rollende rockende ritme van de zee". In 1935 nam swingtrompettist Red Allen "Get Rhythm in Your Feet (and Music in Your Soul)" op, met de tekst "Als Satan je begint te achtervolgen, begin dan te rocken en rollen / Krijg ritme in je voeten ...". Het nummer werd bekender in de cover van Benny Goodman met zangeres Helen Ward.
In mei 1942, allang voordat rock-'n-roll als muziekterm was gedefinieerd, werd in een platenrecensie van Billboard de zang van zuster Rosetta Tharpe op het vrolijke bluesnummer "Rock Me" met Lucky Millinder & His Orchestra beschreven als "spirituele rock-and-roll-zang". "Rock Me" was een bewerking van de gospel "Hide Me in Thy Bosom" van Thomas A. Dorsey, opgenomen door onder anderen Blind Willie McTell. Rosetta Tharpe veranderd het gospelkarakter en zingt "Now won't you hear me swingin', Hear the words that I'm singin" in plaats van "Jesus hear me praying, hear the words I'm saying".

## Rock-'n-roll als muziekstijl
De term Rock-'n-roll als omschrijving van een muziekstijl wordt in platenrecensies in beginjaren 1940 als eerste gebruikt door Billboard-journalist en columnist Maurie Orodenker. Naast de bovengenoemde recensie van Sister Rosetta Tharpe noemt hij in 1945 Erskine Hawkins version of "Caldonia" als "right rhythmic rock and roll music". "Caldonia" was een jumpbluesnummer van Louis Jordan eveneens uit 1945, dat een nummer 1-hit werd in de Billboard R&B-chart. In 1947 had Roy Brown met "Good Rockin' Tonight", dat in 1948 gecoverd werd door Wynonie Harris, succes in de hitparades. De wildere versie van Harris ging ogenschijnlijk over dansen, maar was in feite een nauwelijks verhulde toespeling op seks was. Meerdere r&b-artiesten gingen in die periode dergelijke titels gebruiken.

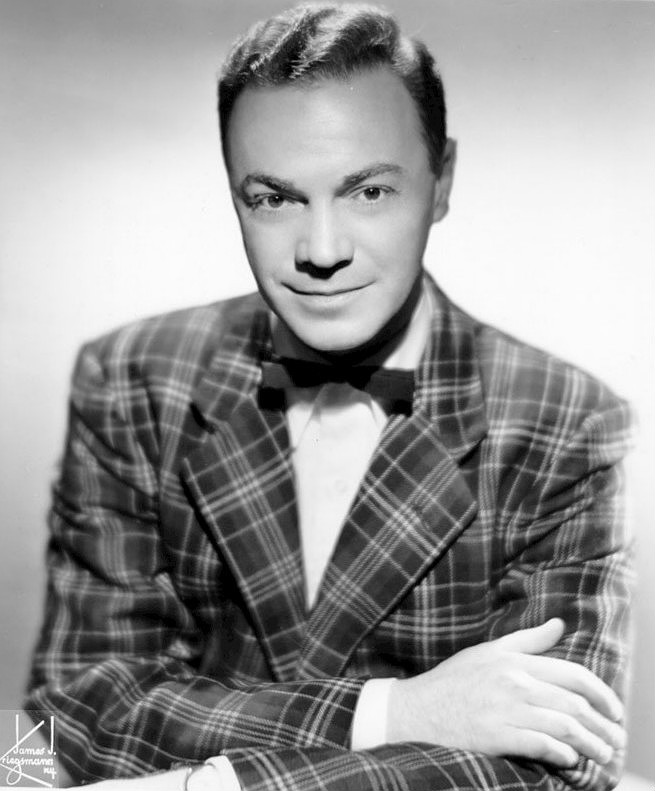
Alan Freed diskjockey

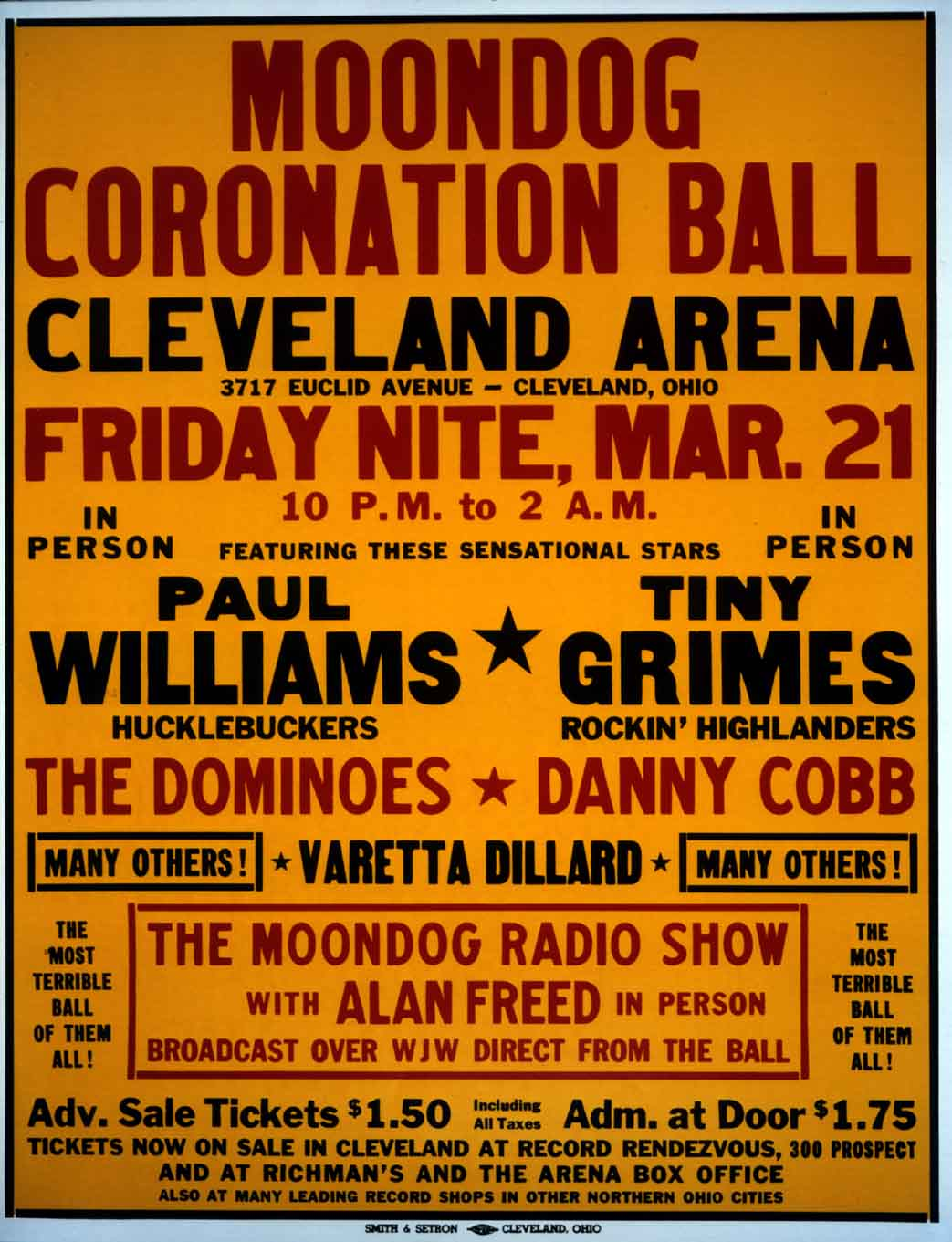
Moondog poster

De Amerikaanse diskjockey Alan Freed begon in 1951 met zijn radioprogramma The Moondog House Rock ’n Roll Party, op het radiostation WJW in in Cleveland in de noordelijke staat Ohio. Moondog was het pseudoniem van Freed en zijn luisteraars waren Moondoggers. Moondog draaide - mede op verzoek van platenzaakeigenaar Leo Mintz - veel rhythm-and-blues, maar weigerde die aanduiding te gebruiken, omdat r&b geassocieerd werd met race music. Leo Mintz gaf hem de suggestie rock-'n'-roll te gebruiken. De r&b muziek werd al vaak gecoverd door blanke artiesten, maar Freed gaf in zijn programma de originele versies de voorkeur boven de blanke coverversies. Ter ere van zijn Moondoggers organiseerde Freed het concert The Moondog Coronation Ball op 21 maart 1952 in de plaatselijke Arena, de coronation was bedoeld voor hemzelf, maar het concert liep uit op een veldslag. De coronation zou voorbehouden blijven aan de King van de rock-'n'-roll Elvis Presley. Freeds prominente rol in de popularisering van de rock-'n'-roll leverde hem een in 1991 een ster op in de Hollywood Walk of Fame. Bij de toekenning stond op de website van de organisatie het volgende commentaar: "Hij werd internationaal bekend door het promoten van Afrikaans-Amerikaanse ritme- en bluesmuziek op de radio in de Verenigde Staten en Europa onder de naam rock-'n-roll". Freeds carrière kwam ten einde als gevolg van de rechtszaken over wat bekend zou worden als payola. Hij werd de eerste diskjockey die veroordeeld werd.
Rock-'n-roll was in de beginjaren gewoon rhythm-and-blues, maar r&b was meeromvattend, ook bluesballads en jumpblues vielen eronder, daarentegen waren covers van r&b door blanke artiesten gewoon popnummers. "Ain't That a Shame" van Fats Domino werd uitgebracht in 1955 en bereikte een 1e plaats op de R&B-hitlijsten en een 10e positie op de Billboard Hot 100, de poplijst, terwijl de cover van Pat Boone de nummer 1-positie van de poplijst bereikte. Het nummer werd opgenomen op het album Rock and Rollin' with Fats Domino, dat zijn hits uit de periode vanaf 1949 bevatte. Toen Domino zijn eerste plaat maakte, werd deze geclassificeerd als R&B, maar in juni 56, toen I'm in Love Again in de pop Billboard op nummer 3 kwam, noemde iedereen hem een rock-'n-roll-zanger. Op de vraag of er enig verschil was zie Domino: No, the same thing I started off and I'm still playing it. Fats Domino werd de eerste r&b-artiest, die bekend werd als rock&roller. Een voor de rock-'n-rollstijl belangrijke en populaire R&B-hit was "Rock the Joint", voor het eerst opgenomen door Jimmy Preston in mei 1949, en dat jaar een R&B top 10-hit. Prestons versie wordt vaak beschouwd als een prototype van een rock-'n-roll-nummer, Bill Haley coverde het nummer in 1952.

## Rock-'n-roll als rage

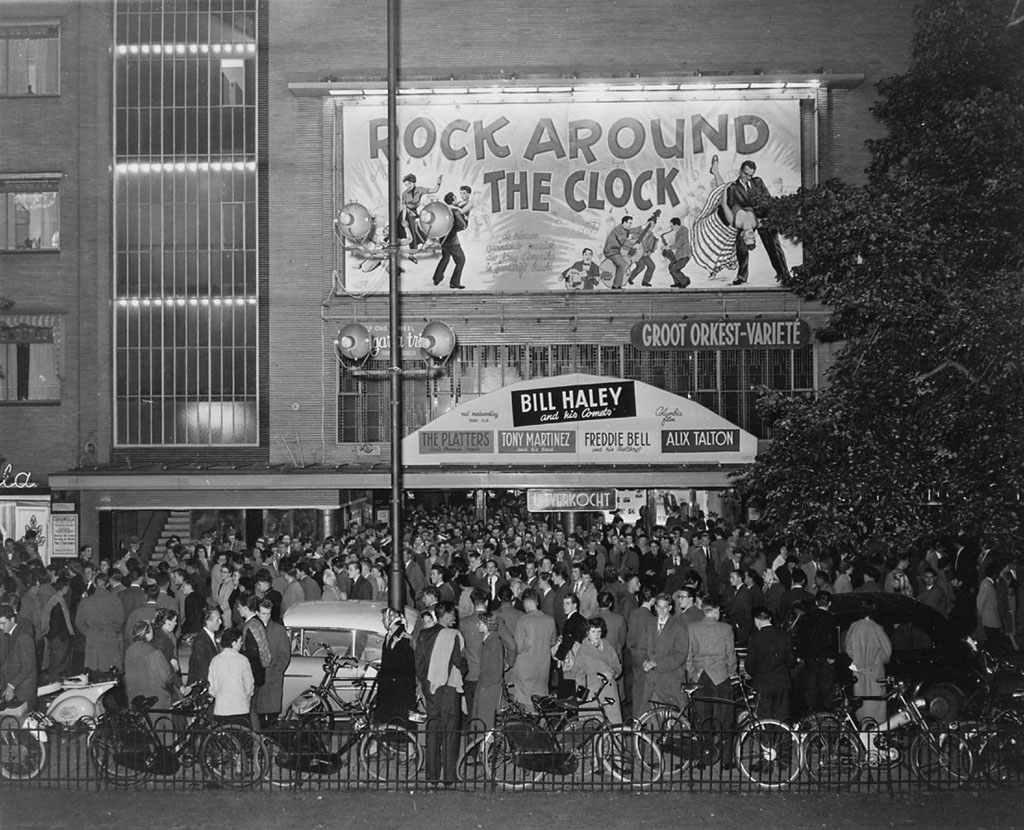
09-01-1956 Rock Around the Clock in het City Theater

Voor 1950 was er een sterke raciale scheiding in de muziekcultuur. Billboard had zijn pop-chart, een chart met race music en een country-chart. Platenzaakeigenaar Leo Mintz merkte rond 1950 een toename op van het aantal blanke tieners dat zijn rekken doorzocht, luisterend en dansend op r&bplaten, zoals die van Ruth Brown, Wynonie Harris en Fats Domino, platen die op de markt waren gebracht voor Afro-Amerikanen. Hij verzocht Alan Freed die muziek in zijn radioshow te promoten. Op een concert ter ere van zijn luisteraars prijkten The Dominoes bekend geworden met het expliciet seksuele "Sixty Minute Man" als headliner bovenaan de posters.
In 1955 verscheen in de bioscopen de film Blackboard Jungle, een socio-drama over een leraar Engels op een interraciale school in de binnenstad, geregisseerd door Richard Brooks en gebaseerd op de roman "The Blackboard Jungle" uit 1954 van Evan Hunter, waarin zijn ervaringen op een dergelijke school in The Bronx verwerkt zijn. In de film gooien de leerlingen van de school hun jazzplaten uit het raam en schreeuwen om rock-'n-roll. Het nummer Rock Around the Clock van Bill Haley & His Comets klinkt meerdere malen, en werd voor opstandige jongeren uit de jaren 1950 hun lijflied. Het stond twee maanden op nummer 1 in de pop-hitlijsten en bereikte nummer 3 op de R&B-hitlijst. Het succes van Blackboard Jungle had een vervolg in de film Rock Around the Clock waarin het tanende enthousiasme voor de oude crooners en de opkomst van de teenagermuziek wordt verbeeld.

## Vroege rock-'n-roll

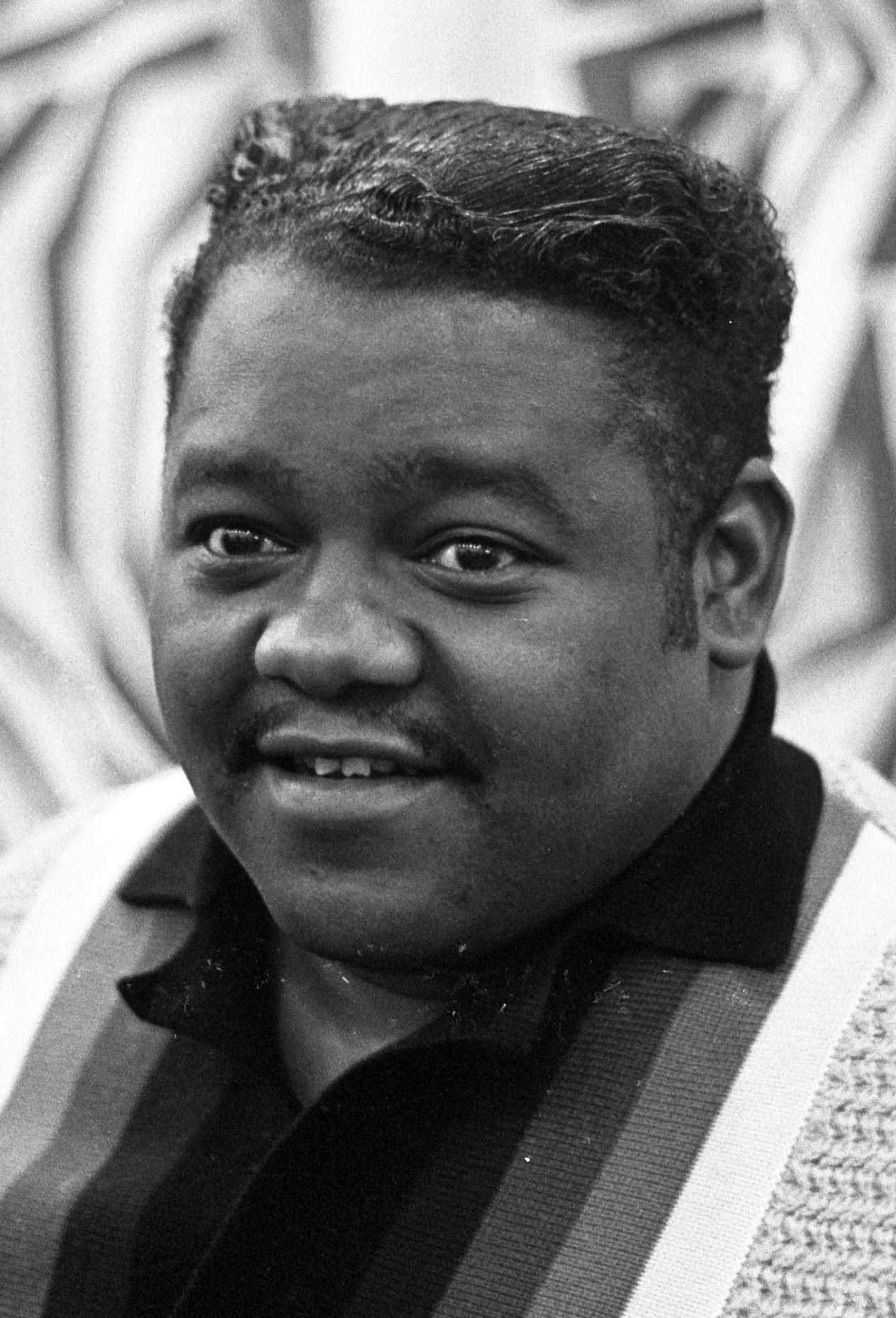
Fats Domino in Amsterdam 1962

De eerste rock-'n-rollnummers werden opgenomen door Afro-Amerikaanse rhythm-and-bluesartiesten zoals Fats Domino en Chuck Berry en de meer als bluesartiesten bekende John Lee Hooker en Muddy Waters. Een echt eerste rock-'n-rollnummer aanwijzen, blijft betwistbaar, in hun boek "What was the first rock 'n' roll record?" komen Jim Dawson en Steve Propes tot 50 kandidaten, beginnend bij "Blues, part 2" door Norman Granz' Jazz At The Philharmonic uit 1944, "The Honeydripper" van Joe Liggins uit 1945, " Be-Baba-Leba" van Helen Humes eveneens uit 1945 tot Heartbreak Hotel van Elvis Presley uit 1956.
De meest wijdverbreide opvatting is dat Rocket 88 (een type auto van het merk Oldsmobile) van Jackie Brenston and his Delta Cats, opgenomen op 3 maart 1951 door Sam Phillips in Memphis de eerste echte rock-'n-rollplaat is. Het nummer is geschreven door Ike Turner, Jackie Brenston, de saxofonist van Ike Turners band The Kings of Rhythm zong het en zij waren de werkelijk uitvoerenden. Brenston gaf later toe dat er niets origineels aan het nummer was, en dat het gebaseerd was op een andere jumpblues over een auto, "Cadillac Boogie" van Jimmy Liggins.
Andere kandidaten voor de eerste rock-'n-roll plaat waren "Good Rockin' Tonight" van Wynonie Harris uit 1948, "Rock the Joint" van Jimmy Preston uit 1949 en "Rollin' and Tumblin'" van Muddy Waters uit 1950. Ook wordt Johnnie Ray genoemd met zijn versie van "Cry" uit 1951.
De succesvolste rock-'n-roll-artiest uit die periode is Fats Domino. Zijn "Fat Man", opgenomen in december 1949, medegeschreven door Dave Bartholomew, is de eerste millionseller in de rock-'n-roll. Volgens Rick Coleman, schrijver van "Fats Domino and the Lost Dawn of Rock ‘n’ Roll" waren het de rollende pianotriolen, gecombineerd met een stevige backbeat wat het tot een rock-'n-roller maakte. De opnames van Domino werden uitgebracht op het label Imperial Records, een indielabel net als Sam Phillips' Sun Records dat in die periode ook pioneerde in verschillende muziekstijlen. Sun maakte naam in die periode naam met Johnny Cash, Jerry Lee Lewis en Carl Perkins, Imperial met Little Richard, en een ander beginnend label was Chess Records dat met Maybellene van Chuck Berry een nummer 1-hit had in de r&b-chart en de 5e positie bereikte op de Bilboard Hot 100.

## Rock-'n-roll en Rockabilly

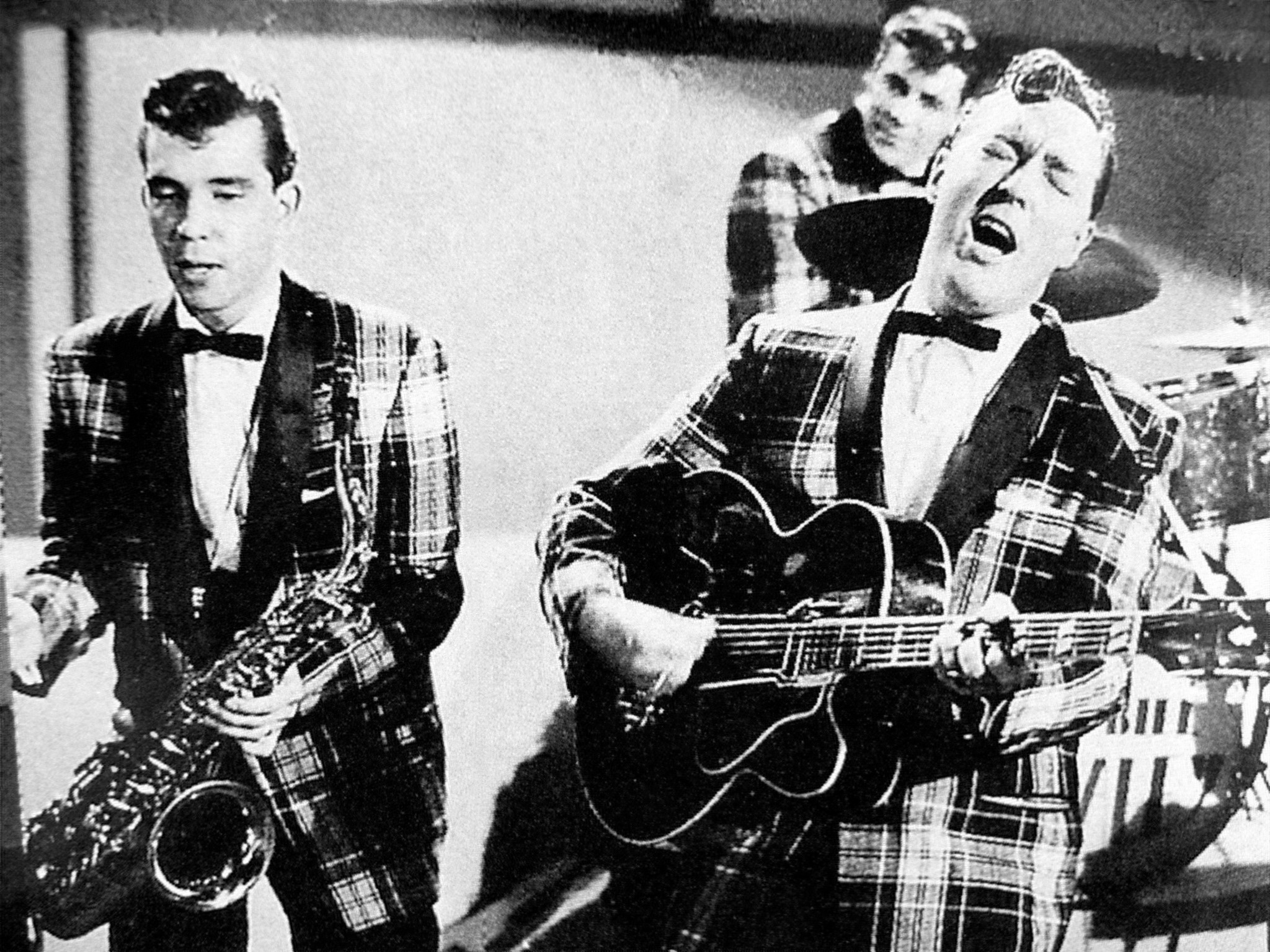
Bill Haley

Bill Haley begon begin jaren 1950 met zijn hillbillyband de Saddleman r&b-platen te coveren, zoals "Rocket 88" en "Rock the Joint", waar hij plaatselijk succes mee had. De combinatie van rock-'n-roll en hillbilly werd rockabilly geneoemd. In 1953 schreef Haley samen met bassist Marshall Lytle het nummer "Crazy Man, Crazy", dat een cross-over hit werd. In de zomer van 1953 werd "Crazy Man, Crazy" het eerste rock-'n-roll-nummer dat op de nationale televisie in de Verenigde Staten te horen was toen het werd gebruikt op de soundtrack van "Glory in the Flower", een aflevering van de CBS-anthologiereeks Omnibus. Bill Haley and the Comets zongen het nummer in de korte musicalfilm Roundup of Rhythm uit 1954, geregisseerd door Will Cowan. In 1954 nam Haley "Rock Around the Clock" op, dat aanvankelijk slechts een matig succes had. Het nummer werd echter gebruikt in de film Blackboard Jungle (1955), over ruige tieners die hun school in een New Yorkse achterbuurt op stelten zetten, totdat een idealistische leraar hen weer wat zelfrespect bijbrengt door op hun pluspunten in te spelen. Door de film bereikte "Rock Around the Clock" de nummer 1-positie op de Billboard popchart en stond daar 8 weken. Het was echter niet Haley's doorbraak, eind 1954 had hij al succes met de cover van Big Joe Turners Shake, Rattle and Roll. De vervolgfilm Rock Around the Clock uit 1956 maakte deze muziek ook buiten de VS wereldberoemd.

## Hoogtijdagen van de rock-'n-roll

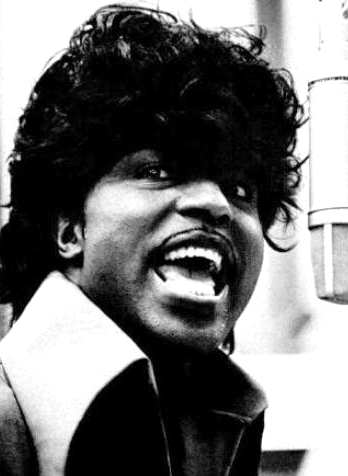
Little Richard (1967)

Met de film Blackboard Jungle en de song "Rock Around the Clock" begon de rock-'n-roll als rage onder de jeugd. Bil Haley was wel te horen in die film, maar niet te zien. Haley was al een dertiger, en niet de artiest waarin de jeugd zich herkende. Dit werd wel de 10 jaar jongere Elvis Presley, een liefhebber van country, die na zijn debuut met het bluesnummer "That's All Right" van Arthur Crudup, in 1954 de hitparade bereikte met een cover van "Good Rockin' Tonight". De opnames vonden plaats in de Sun Studio van producent Sam Phillips in Memphis, die een vijftal singles van Presley uitbracht. De opnames hadden weinig succes, maar Presley maakte wel naam met zijn wilde live-optredens (o.a. in het voorprogramma van Bill Haley). RCA Records nam het contract van Sun met Presley over en bracht begin 1956 Heartbreak Hotel uit, dat zijn eerste nummer 1-hit werd, zowel in de Billboard Top 100 als de country-charts, en ook in de r&b-charts de top 5 haalde. Een half jaar later volgden de onvervalste (ongekuist en ongepolijst) rock-'n-roll hits "Hound Dog" gekoppeld aan "Don't Be Cruel", een single met twee A-kanten. "Heartbreak Hotel" was niet het eerste nummer, dat alle drie de hitlijsten van Billboard haalde. De eerste was Blue suede shoes, geschreven en opgenomen in december 1955 door Carl Perkins. Elvis Presley coverde het nummer en bracht het op single uit gekoppeld aan "Tutti Frutti", een cover van het Little Richard-nummer.
Naast Presley werd Chuck Berry in 1955 een van de belangrijkste rock-'n-roll-artiesten met zijn debuutsingle "Maybellene", vaak gespeld als Maybelline, een nummer over een autorace, met een kenmerkende gitaarsolo, uitgebracht op het Chesslabel. Roll Over Beethoven", "School Days (Ring! Ring! Goes the Bell)", "Rock and Roll Music", "Sweet Little Sixteen", "Johnny B. Goode" en "Carol" wqren zijn volgende successen. Het gitaarspel van Chuck berry zou toonaangevend worden voor latere gitaristen in de popmuziek, net als dat van Bo Diddley met "Not Fade Away" en "Bo Diddley".

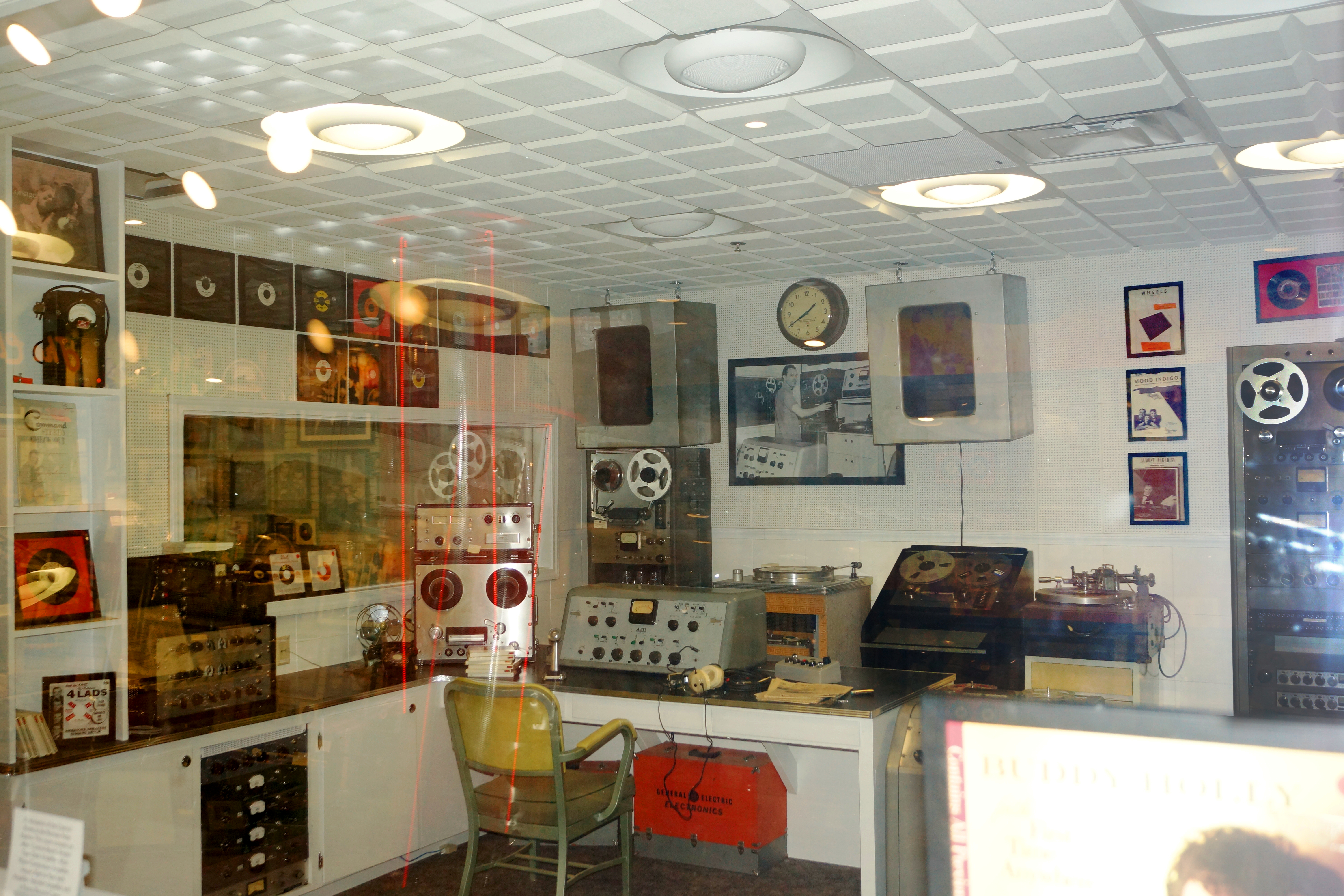
Norman Petty Studio tentoongesteld in het Norman & Vi Petty Rock & Roll Museum, Clovis, New Mexico

Rockabilly-artiesten uit die periode waren naast Presley en Haley de vroege Johnny Cash, Eddie Cochran ("Summertime Blues"), Gene Vincent ("Be-Bop-a-Lula") en de vroege Roy Orbison, die in zijn Sun-tijd uptempo nummers opnam, maar overstapte naar ballads. R&B-achtige rock-'n-roll was er van Little Richard, die net als Chuck berry zijn rock-'n-rollnummers zelf schreef. Hits van hem waren "Tutti Frutti", "Long Tall Sally", "Rip It Up", "Lucille" en "Good Golly, Miss Molly". Otis Blackwell was een succesvolle rock-'n-roll-componist met hits als "Fever", "Great Balls of Fire" en "Breathless" (opgenomen door Jerry Lee Lewis), "Don't Be Cruel", "All Shook Up" and "Return to Sender". Naast Sam Philips en Leonard Chess waren producers, die belangrijk waren voor het genre, Jerry Wexler met zijn werk voor Ray Charles en Norman Petty met zijn werk voor Buddy Holly en The Crickets.

## Vrouwen
In tegenstelling tot de rhythm-and-blues zijn er weinig vrouwelijke rock-'n-roll-artiesten die de hitparades bereikten, terwijl in de beginperiode wel dames als Patti Page bovenaan in de Billboard-hitlijsten stond. Een uitzondering was Sister Rosetta Tharpe, die haar carrière begon in de jaren 1920. Haar nummer Rock Me was baanbrekend voor de vermenging van blues, gospel en New Orleans jazz wat later uitgroeide tot de rock 'n roll. Sister Rosetta Tharpe kreeg de bijnaam godmother of rock 'n roll, en zij vormde een inspiratiebron voor onder andere Little Richard en Keith Richards. Sommigen historici omschrijven haar nummer Strange Things Happening Everyday (1944) als het eerste rock 'n roll nummer dat ooit is opgenomen.
LaVern Baker had in 1955 een hit met "Tweedlee Dee", dat nummer 14 bereikte op de Billboard Hot 100. Het nummer werd een grotere hit (nr 2 in de poplijst) voor Georgia Gibbs, die het nummer noot voor noot kopieerde, zelfs met dezelfde begeleiders.
Brenda Lee bereikte eind jaren 1950 tot halverwege de jaren 1960 wel de hitlijsten met nummers in rockabilly- en rock-'n-roll-stijl. Haar grootste hits waren onder meer "Jambalaya", "Sweet Nothin's" (nr. 4, geschreven door countrymuzikant Ronnie Self), "I Want to Be Wanted" (nr. 1), "All Alone Am I" (nr. 3) en "Fool # 1" (nr. 3).
Andere vrouwelijke rock-'n-roll pioniers zijn: Big Mama Thornton, Laura Lee Perkins, Big Maybelle, Ruth Brown, Wanda Jackson, Sparkle Moore, Barbara Pittman, Lillian Briggs, Etta James en Janis Martin.
Hoewel er door de jaren heen nog talloze vrouwelijke rockers zijn geweest, werd de rockscene uiteindelijk toch een door mannen gedomineerde wereld. Zangeressen die compromisloos op de rock-'n-rolltrein sprongen, hadden niet dezelfde successen als hun mannelijke collegae. De bravere mengvormen van de vrouwelijke rockers, zoals die van Sunny Gale, wonnen wel nog populariteit. Dit kwam er doorgaans op neer dat de rockende saxofoon en contrabas behouden werden, maar de snijdende gitaren wat meer op de achtergrond verdwenen of zelfs werden weggelaten.

## Commercie
Heel de consumptie-industrie speelde behendig op de rockrage in. Niet alleen de muziekindustrie, ook producenten van haarcosmetica, kledij, flashy auto's als de Thunderbird, films (Rebel Without a Cause enz.), sigaretten, frisdranken, platenspelers enz. wisten allemaal een graantje mee te pikken. Rock-'n-roll was dus meer dan louter een muziekstroming, maar een manier van zijn, van leven, een complete jongerensubcultuur. Voor het eerst in de geschiedenis konden jongeren (vooral dan in het welvarende Amerika van de jaren 50) gezien worden als een aparte groep consumenten die met eigen financiële middelen een eigen uitgavenpatroon hadden.

## Nadagen van de rock-'n-roll
De rock-'n-rollperiode eindigde in Amerika omstreeks 1959. Buddy Holly vond de dood bij een vliegtuigongeluk in februari van dat jaar (samen met Ritchie Valens en The Big Bopper), Elvis Presley werd opgeroepen voor militaire dienst, Jerry Lee Lewis raakte verwikkeld in een schandaal vanwege zijn huwelijk met zijn 14-jarige nicht en Chuck Berry raakte verwikkeld in rechtszaken inzake seks met een minderjarige, resulterend in 1,5 jaar gevangenisstraf. Het puriteinse Amerika veroordeelde de te ruige optredens van diverse bands en noemde rock-'n-roll muziek van de satan. Men vond bijvoorbeeld het optreden van Elvis Presley (bijnaam "Elvis the Pelvis") te aanstootgevend. Hij draaide te veel met zijn heupen en dat was ongekend in die tijd. In sommige staten van Amerika werd zijn optreden zelfs verboden en stonden politieagenten te kijken of het optreden van de artiesten niet te ruig werd. Bij televisieopnamen werd soms alleen de bovenkant van zijn lichaam gefilmd. Little Richard zwoer de satansmuziek af en ging preken.
De voor die tijd ruige rock-'n-roll verdween in de VS en er was onder andere door de invloed van de tv (American Bandstand) behoefte aan nette, goed ogende en liefst blanke zangers, zoals Pat Boone en Tab Hunter. De muziekindustrie speelde in op deze vraag met artiesten als Ricky Nelson (reeds populair dankzij de tv-reeks van zijn ouders, Ozzie and Harriet), Bobby Goldsboro, Bobby Rydell, Bobby Vee en Bobby Vinton. In Californië braken de surfbands door, zoals Jan and Dean, en natuurlijk de Beach Boys, die vaak Chuck Berry-gitaarintro's in hun liedjes binnensmokkelden. Onder druk van de commercie werd de rock-'n-roll braver en aangepast voor een breder publiek: niet alleen de teenagers, ook hun ouders waren immers potentiële platenkopers.
Het echte einde van de rock-'n-roll was de Britse invasie begin 1964 toen The Beatles, The Rolling Stones en vele andere Britse bands de Amerikaanse bands artiesten in de hitlijsten overschaduwde. Uitzonderingen waren Johnny Rivers, die midden in de Beatlemania een nummer 2-hit had met Chuck Nerry's "Memphis" en een nummer 3-hit met "Secret Agent Man".

## Rock-'n-roll buiten de Verenigde Staten
In die tijd kwam er relatief weinig rock-'n-rollmuziek naar Europa toe. De verbindingen waren niet zo goed als tegenwoordig. Singles uit de VS werden in pakjes overgestuurd. Radio-uitzendingen uit de VS waren niet te ontvangen in Europa en er werd ook maar weinig rock-'n-roll uitgezonden op de publieke radiozenders (er waren toen nog geen tienerprogramma's en radiopiraten verschenen pas midden jaren zestig). Mondjesmaat werd de Europese jeugd bediend door het commerciële Radio Luxembourg, dat Engelstalige uitzendingen verzorgde, en door de Amerikaanse legerzender AFN.

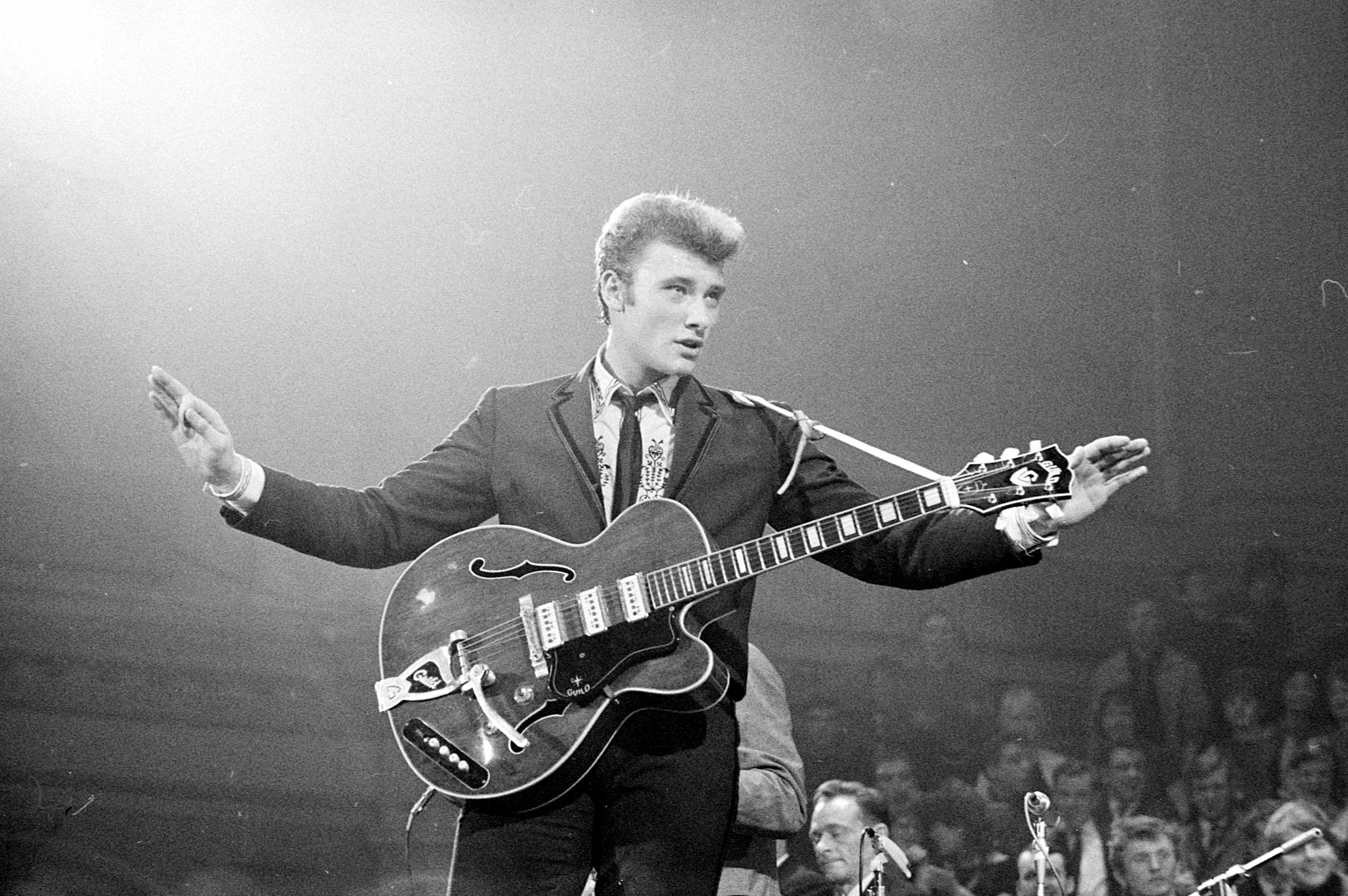
Optreden van Johnny Hallyday in 1963

In Groot-Brittannië was Tommy Steele de eerste succesvolle rock-'n-roller met in 1957 zijn nummer 1-hit "Singing the Blues". Cliff Richard and the Drifters hadden in 1958 met "Move It" hun eerste rock-'n-roll-hit. Nadat de Drifters hun naam hadden veranderd in The Shadows hadden zij in "Dynamite" met Cliff Richard nog een van diens weinige rock-'n-rollers. "Shakin' All Over" was een nummer 1-hit van Johnny Kidd and the Pirates.
Tegelijkertijd met de rock-'n-roll werd skiffle, geïnspireerd op de Muziek van New Orleans, in het 
VK zeer populair, met als gevolg een enorme hausse van bandjes, die deze muziek op goedkope gitaren, wasbord en theekisten gingen uitvoeren.
In Frankrijk bouwde Johnny Hallyday een reputatie op als wilde rock-'n-rollzanger en werd razend popuplair. In Italië ging de rock-'n-roll ongemerkt voorbij, met uitzondering van "Van Wood's Rock / Due Rane E Un Cane" door de in Den Haag geboren gitarist Peter Van Wood.
In de jaren 50 werd de rock-'n-rollmuziek door Indo's in Nederland geïntroduceerd. De indorock verspreidde zich als een lopend vuurtje. Bekende namen zijn The Blue Diamonds en The Tielman Brothers. Peter Koelewijn heeft met zijn Rockets de hit "Kom van dat dak af", een eigen compositie in een land waar het coveren van de Amerikaanse voorbeelden de norm was. "Kom van dat dak af" werd gevolgd door "Marijke", waarin doo-wop invloeden merkbaar zijn, daarna had Peter Koelewijn geen hits meer en hief in 1967 zijn band op. Andy Tielman wordt in Nederland "The Godfather van de Nederlandse Rock genoemd. De indorock is nog altijd een onderdeel van de rockmuziek in Nederland, met eigen herkenbare kenmerken.
Men was en bleef nieuwsgierig en de jeugd ging zelf aan het experimenteren met de muziekvorm. Terwijl in de VS de trend naar andere, populaire muziek kwam, vertolkt door knappe tieneridolen, en er nieuwe dansen ontstonden zoals de twist, shake, fly, hully gully, pony, calypso en limbo, kwamen er in het Verenigd Koninkrijk, en later ook in Nederland, onder invloed van de rhythm-and-blues, nieuwe muziekgroepen tevoorschijn zoals The Rolling Stones, Moody Blues, The Animals en natuurlijk ook The Beatles, ooit begonnen als skifflegroep. Deze bandjes hadden een andere sound dan die uit de VS. The Beatles waren een typische exponent van de merseybeat. Vooral de leden van de Rolling Stones hadden een ruig uiterlijk, lang haar, hun optredens gingen gepaard met vechtpartijen in het publiek en hun liedjes bevatten choquerende teksten.
Deze bands maakten in de jaren zestig van Londen de rock capital of the world. De combinatie van rock en blues was een groot succes. Deze periode staat bekend als de 'Britse invasie', waarvan The Jeff Beck Group met hun zanger Rod Stewart, gitarist Ron Wood en drummer Aynsley Dunbar het belangrijkste bleek in de late jaren 1960. De doorbraak van deze groepen maakte toen weer een nieuwe generatie rock-'n-rollfans die doorliep tot in de jaren zeventig.
Toch werd er ook in de VS nog steeds rock-'n-roll gemaakt. In 1968 kwam onder andere Creedence Clearwater Revival met diverse onvervalste rock-'n-rollnummers in de hitlijsten, zoals Proud Mary en Bad moon rising. In de zuidelijke staten waren er dan weer southern rockgroepen als Lynyrd Skynyrd actief.

## Afgeleide versies
Doowop - een vocale muziekstijl, skiffle - een Britse r&r-variant met goedkope instrumenten, ska - Jamaicaanse r&b, chicano rock - een Mexicaanse variant (o.a. Ritchie Valens), surf en hot rod (een oldtimer) worden beschouwd als van de rock-'n-roll of zijn voorgangers afgeleide muziekstijlen.

## Latere rock-'n-roll

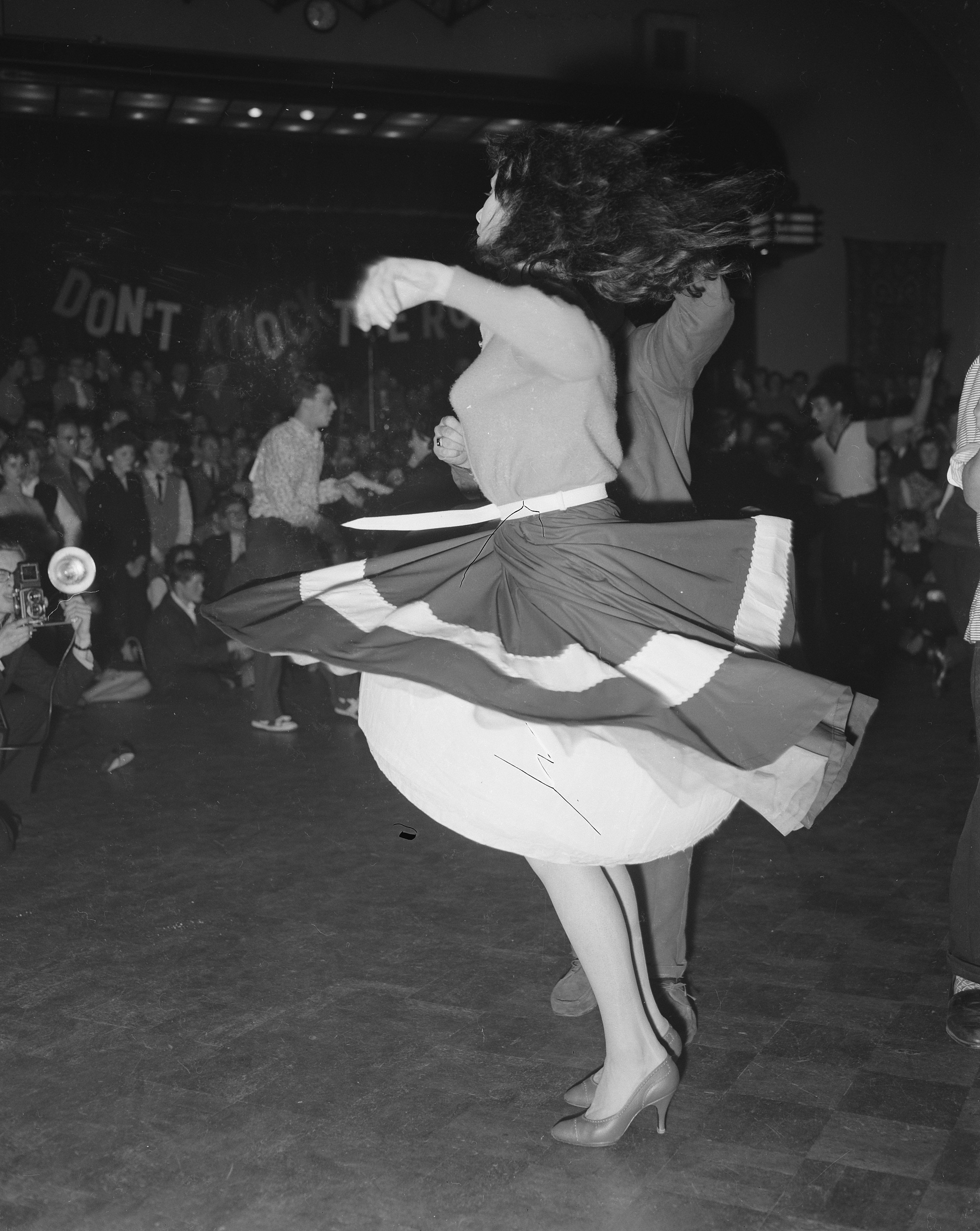
Don't Knock the Rock. Rock and Roll danswedstrijd te Amsterdam in 1957

Ondanks het feit dat rock-'n-rollmuziek zijn ups en downs heeft, is er in Nederland en België nog steevast een stroming mensen die de muziek nog steeds "beleven". In dansscholen leert men de jive, twist en boogiewoogie. Van het meubilair van fastfoodketens tot interieurontwerp wordt de rock-'n-rollstijl nog steeds op vernieuwende wijze doorgevoerd.
In de jaren 1970 was er een revival van de rock-'n-roll met zanger Robert Gordon, en in de jaren 1980 in Groot-Brittannië met de rockabillyband de Stray Cats en de Welshe Shakin' Stevens. Later boekten nog enkele artiesten en groepen met een (modern) rock-'n-rollgeluid enig succes, zoals de in 2007 opgerichte Duitse band The Baseballs.

## Boogiewoogie
Op deze muziek wordt nog steeds de boogiewoogie gedanst. Het moderne acrobatische rock-'n-roll is afgeleid van een vroegere versie van deze dans.

## Beroemdste rock-'n-rollnummers
Het tijdschrift Rolling Stone had in 2004 een lijst met de The 500 Greatest Songs of All Time:
- Als hoogste rock-'n-rollnummer staat Johnny B. Goode van Chuck Berry op nummer 7, gevolgd door What'd I Say van Ray Charles op nummer 10.
- Op nummer 18 staat Maybellene van Chuck Berry en op nummer 19 Hound Dog door Elvis Presley.
- Op nummer 45 staat Heartbreak Hotel van Elvis Presley, op 61  Whole Lotta Shakin' Goin On van Jerry Lee Lewis en op 67 Jailhouse Rock.
- Op 73 staat Eddie Cochrans Summertime Blues, op 94 Good golly Miss Molly van Little Richard, op 95 Blue suede shoes van Carl Perkins, op 96 Great Balls of Fire van Jerry Lee Lewis en op 97 Roll Over Beethoven van Chuck Berry.

## Overig

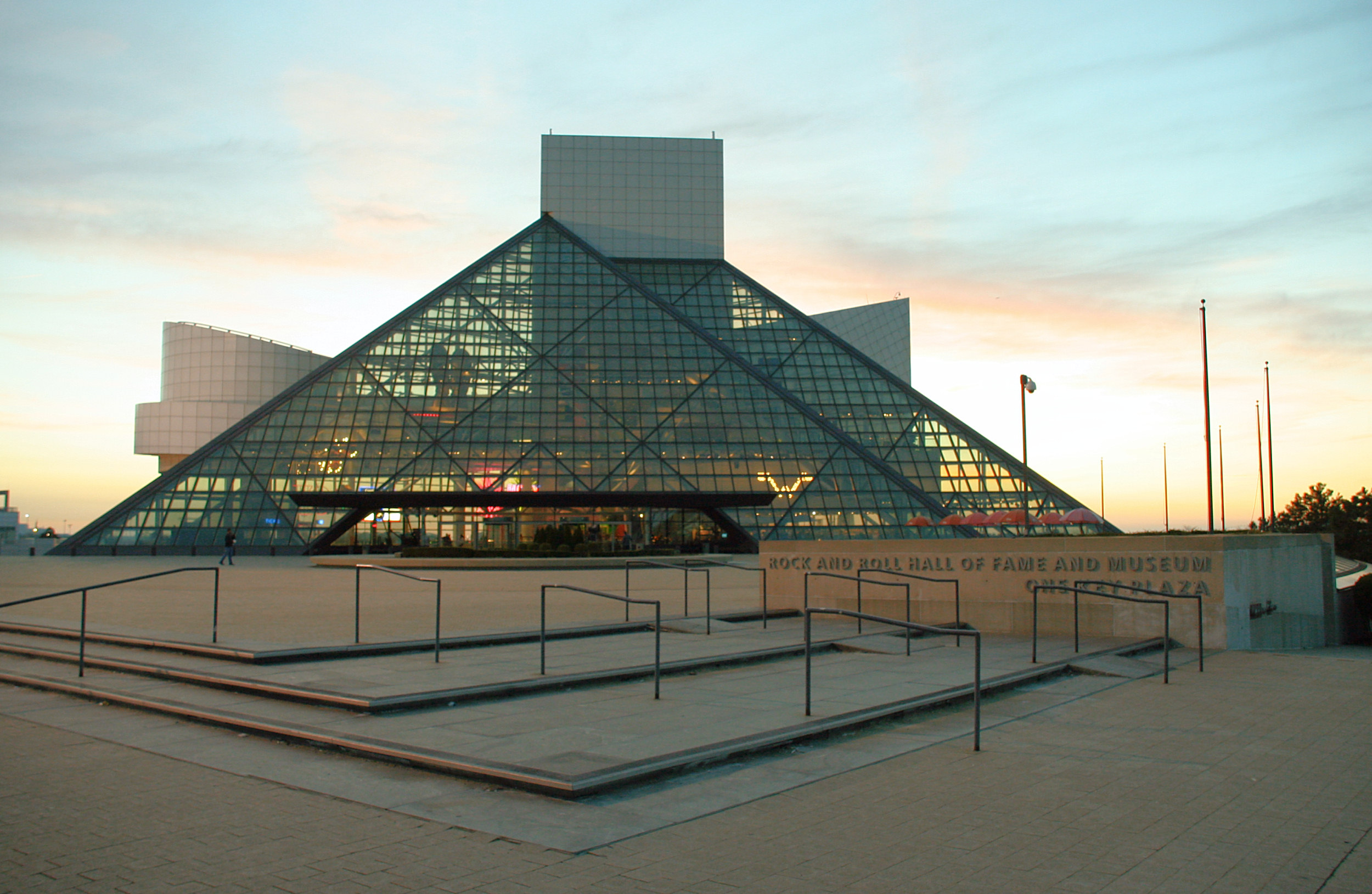
Rock-and-roll-hall-of-fame in de dageraad

- De Rock and Roll Hall of Fame is opgericht door Atlantic Records-oprichter Ahmet Ertegün, Jann Wenner en Suzan Evans. Op de eerste bijeenkomst van 23 januari 1986 werden Elvis Presley, Buddy Holly, Little Richard, Jerry Lee Lewis, The Everly Brothers, Chuck Berry en Fats Domino opgenomen.
- John Lennon nam in 1974-1975 een coveralbum op onder de titel Rock 'n' Roll. Het album bevat nummers, die hij zich beter kon herinneren, dan zijn eigen werk.[27]